# Bengt Danielsson (farmaceut)
Bengt Rune Emanuel Danielsson, född 11 februari 1924 i Huddinge församling, död 2 januari 2008 i Helga Trefaldighets församling i Uppsala, var en svensk farmaceutisk forskare.
Danielsson tog apotekarexamen vid Farmaceutiska institutet 1950 där han också blev farmacie licentiat 1954 och farmacie doktor 1965. Han var professor i organisk kemi vid farmaceutiska fakulteten vid Uppsala universitet 1979–1988.
Han gav ut flera läroböcker och skrifter inom det farmaceutiska och organisk-kemiska området. Läkemedelskemi: en organisk- och farmacevtisk-kemisk översikt kom ut 1966, och därefter i upplagor 1969, 1974. I 4:e upplagan (1982) och 5:e upplagan (1988) var Alf Claesson medförfattare. Denna bok efterträddes 1993 av Läkemedelskemi med Claesson, Danielsson och Uno Svensson som författare. Boken kom ut i nya upplagor med samma författare 1996 och 2005. År 1974 gav Sune Rosell och Danielsson ut Farmakologiska principer: lärobok i farmakologi för högskolan. Boken kom därefter ut i fyra ytterligare upplagor 1977–1990. Danielsson var också redaktör för tidskriften Acta Pharmaceutica Suecica 1969–1988.
Danielsson gav också ut skrifter inom ornitologi och svensk floristik. Han är begravd på Uppsala gamla kyrkogård.